# Малига Наталія Олександрівна
Наталія Олександрівна Малига (нар. 24 березня 1974) — українська футболістка, нападниця.

## Життєпис
Футбольну кар'єру розпочала в «Борисфені». У футболці запорізького клубу дебютувала 18 квітня 1992 року в нічийному (0:0) поєдинку Вищої ліги України проти «Легмаша». Першим голом у дорослому футболі відзначилася 9 травня 1992 року в переможному (2:0) домашньому поєдинку проти «Крим-Юні». За два сезони, проведені в «Борисфені», у чемпіонатах України зіграв 35 матчів (4 голи) та 3 поєдинки провів у кубку України.
На початку сезону 1994 року перейшов у «Сталь-Ніку-ММК». У футболці макіївського клубу дебютував 22 квітня 1994 року в програному (0:1) виїзному поєдинку Вищої ліги України проти «Іскри-ДЕЗ». Наталія вийшла на поле в стартовому складі та відіграв увесь матч. Єдиним голом за «Сталь» відзначилася 29 квітня 1994 року в переможному (2:0) домашньому поєдинку проти «Юніси». Малига вийшла на поле в стартовому складі та відіграла увесь матч. У команді провела три сезони, за цей час у чемпіонатах України зіграла 43 матчі (1 гол), ще 4 поєдинки провела в кубку України.
На початку сезону 1997 року стала гравчинею «Дончанки-Варни». У футболці донецького клубу дебютувала 2 травня 1997 року в переможному (3:0) домашньому поєдинку Вищої ліги України проти макіївської «Сталі-Ніки-ММК». Наталія вийшла на поле в стартовому складі та відіграла увесь матч. Першим голом за «Данчанку» відзначилася 13 липня 199 року в переможному (2:0) домашньому поєдинку Вищої ліги України проти чернігівської «Легенди-Чексила». Малига вийшла на поле в стартовому складі та відіграла увесь матч. У донецькому клубі провела 3 сезони, за цей час у чемпіонатах України зіграла 34 матчі (1 гол), ще 6 матчів провів у кубку України. у 2006 році повернулася в «ЦПОР-Донеччанку», де перебувала в заявці команди ще протягом чотирьох сезонів. Футбольну кар'єру завершила 2009 року.

## Досягнення
«Сталь» (Макіївка)
- Вища ліга України
  -  Бронзовий призер (1): 1996

«ЦПОР-Донеччанка»
- Вища ліга України
  -  Чемпіон (2): 1997, 1999
  -  Бронзовий призер (1): 1999

- Кубок України
  -  Володар (2): 1998, 1999
  -  Фіналіст (1): 1997